# Naomi Frankel

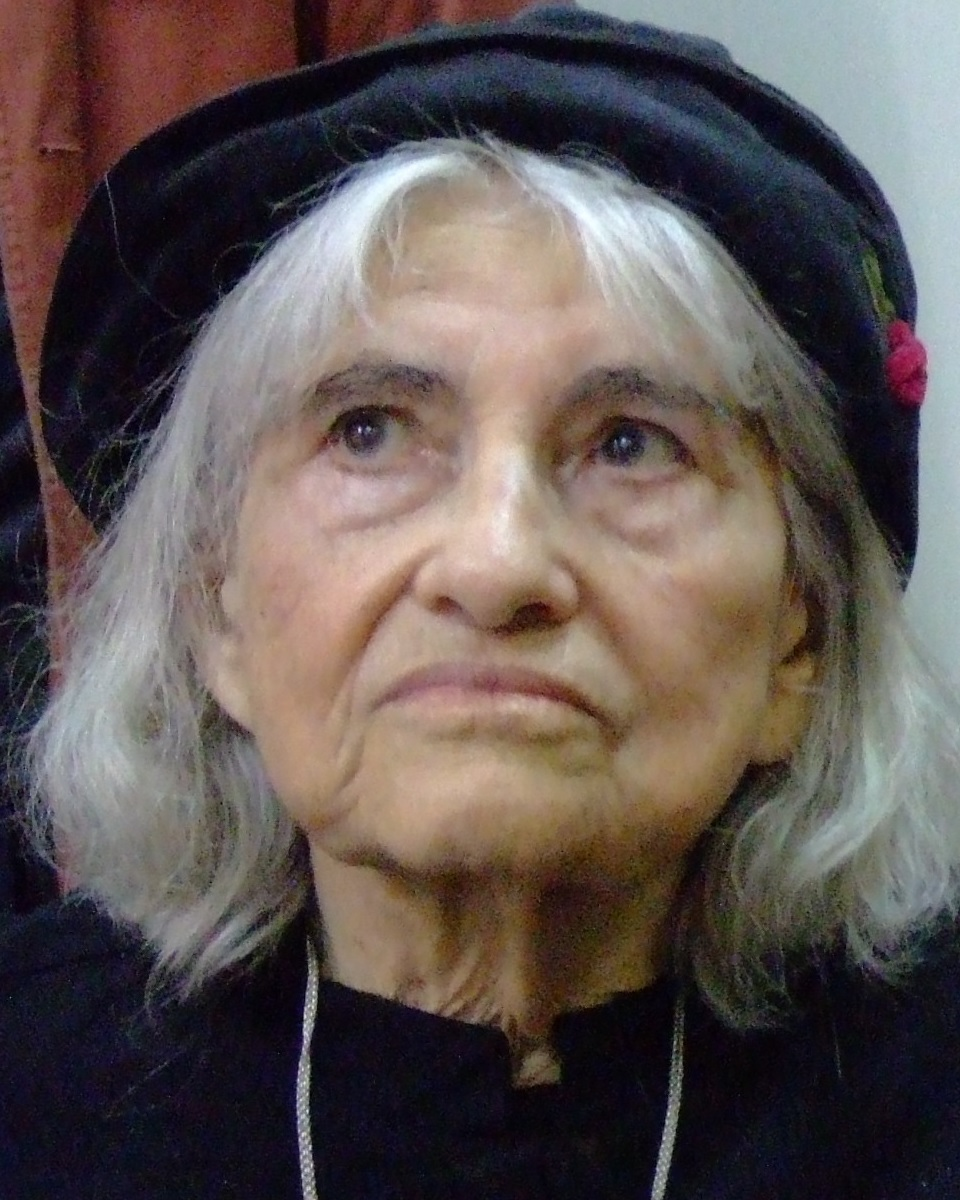
Naomi Frankel (2004)

Naomi  Frankel (* 20. November 1918 in Berlin; † 20. November 2009 in Tel Aviv), auch Fraenkel oder Frenkel, war eine israelische Schriftstellerin deutscher Herkunft.

## Leben
Als sechstes von sieben Kindern wuchs Naomi Frankel in einer assimilierten jüdischen Familie in Berlin auf. Ihr Vater arbeitete in der Textilindustrie, die Mutter starb, als sie zwei Jahre alt war. Der Vater hatte im Ersten Weltkrieg für das Deutsche Reich gekämpft und war bei einem Gasangriff während der Schlacht um Verdun schwer verwundet worden. Er starb 1932. 
Besorgte Verwandte schickten Naomi 1933 in das damalige britische Mandatsgebiet Palästina, wo die verängstigte und orientierungslose 15-Jährige zunächst in einem Waisenhaus in Jerusalem lebte. 1934 schloss sie sich der zionistischen Jugendgruppe Ha-Shomer ha-Ẓa'ir an, besuchte die Landwirtschaftsschule für Mädchen Havat Halimud Lebanon in Jerusalem und studierte anschließend Kabbalah und jüdische Geschichte. Sie zog in das politisch links-orientierte Kibbuz Beit Alfa im Norden Israels, wo sie bis 1970 – ein Jahr nach dem Tod ihres ersten Mannes – lebte. Dort arbeitete sie die halbe Woche auf den Feldern, die andere Hälfte schrieb sie. 1948 kämpfte sie im israelischen Unabhängigkeitskrieg für die Gründung des Staates Israel. Gedanklich oft in Berlin, verfasste sie den ersten Band des Werkes Shaul ve-Yohannah/Saul and Johanna" (deutsche Ausgabe Das Haus Levi), der 1957 veröffentlicht wurde und viel Lob der Kritiker erhielt. Darin schildert sie das Leben und den Werdegang zweier assimilierter jüdischer Familien kurz vor der Machtergreifung Hitlers 1933. Sie reiste nach Berlin, um alte Freunde zu sprechen und die Stätten ihrer Kindheit wiederzuentdecken. An diesen ersten Erfolg konnte sie jedoch mit späteren Werken nicht anknüpfen. Später begann sie über Israels Kämpfer zu schreiben.
Nach dem Tod ihres ersten Mannes verließ sie 1970 den Kibbuz und zog nach Tel Aviv.
Von 1970 bis 1978 arbeitete Naomi Frankel für das israelische Militär und brachte es zum Rang eines Majors. Ihre politischen Ansichten änderten sich, sie unterstützte nicht länger die sozialistische Kibbuz-Bewegung, sondern wandte sich der politischen Rechten zu. In dieser Zeit war die Armee ihr Leben. 1973 kämpfte sie im Jom-Kippur-Krieg an der ägyptischen Front, verlor aber in den folgenden Jahren ihre Illusionen über den Staat Israel. Sie entdeckte die Religion für sich. 
1982 zog sie mit ihrem zweiten Ehemann, dem Journalisten Meir Ben-Gur, in die jüdische Siedlung Kiryat Arba nahe Hebron im Westjordanland, wo sie bis 2009 lebte. Die Literatur- und Kulturszene Israels sah Frankels Wandel vom Sozialismus über die rechte Einstellung bis hin zur fast fanatischen Religiosität kritisch. Als Schriftstellerin wurde sie nicht mehr beachtet. Ihr letztes Buch, das 2003 veröffentlicht wurde, ist die Geschichte einer jüdischen Gemeinschaft in Hebron, die mit dem Massaker arabischer Militanter an 67 Juden endet (Predah (Farewell), Gefen 2003).
Naomi Frankel erhielt mehrere literarische Preise. Einige ihrer Werke wurden ins Russische übersetzt.
Auf ihren Wunsch wurde sie neben ihrem ersten Ehemann, dem Lehrer, Intellektuellen und Vordenker der Kibbuzbewegung, Yisrael Rosenzweig, im Kibbuz Beit Alfa begraben. Mit ihm hatte sie eine Tochter.

## Werke
- Shaul ve-Yohannah (Saul and Joanna) (Vol. 1: 1956; Vol. 2: 1962; Vol. 3: 1967). (Deutsch Das Haus Levi. Erschienen 2020 bei der Europäischen Janusz Korczak Akademie).
- Racheli Ve-HaIshon (Racheli and the Little Man) 1972.
- Dodi ve-Re'ee (My Beloved Friend) 1973.
- Na'ar Tzamach Bi-Gdot HaAssi (A Boy Growing Up on the Banks of the Assi) 1977.
- Tzemach Bar (Wild Flower) 1981.
- Barkai (Morning Star) 1999.
- Predah (Farewell) 2003.